# Eristalis pertinax
Espèce
L'éristale opiniâtre (Eristalis pertinax) est une espèce d'insectes diptères, du sous-ordre des brachycères (les brachycères sont des mouches muscoïdes aux antennes courtes), de la famille des Syrphidae et de la sous-famille des Eristalinae.

## Espèce proche
Elle ressemble fort à l'éristale gluant(e) ou tenace Eristalis tenax mais présente une bande faciale foncée plus étroite et ses tarses antérieurs et médians sont jaunes.

## Galerie de photos

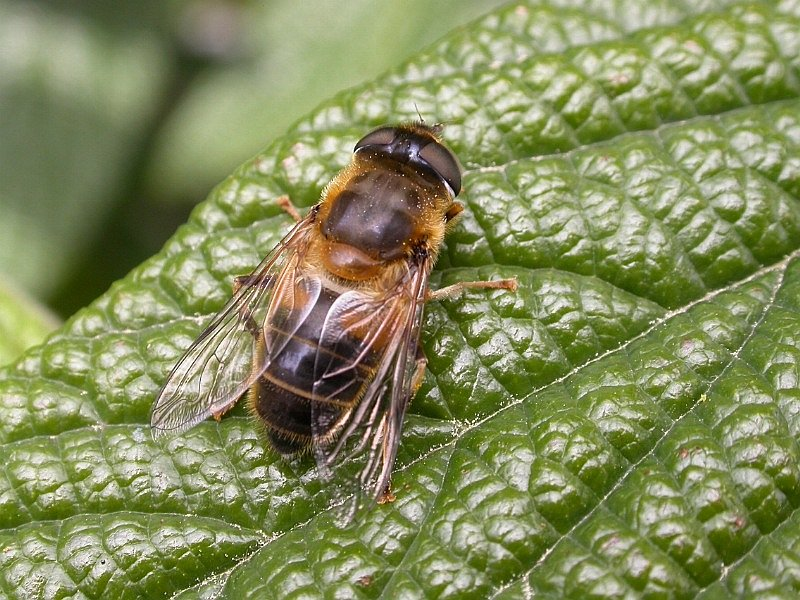
Eristalis pertinax femelle
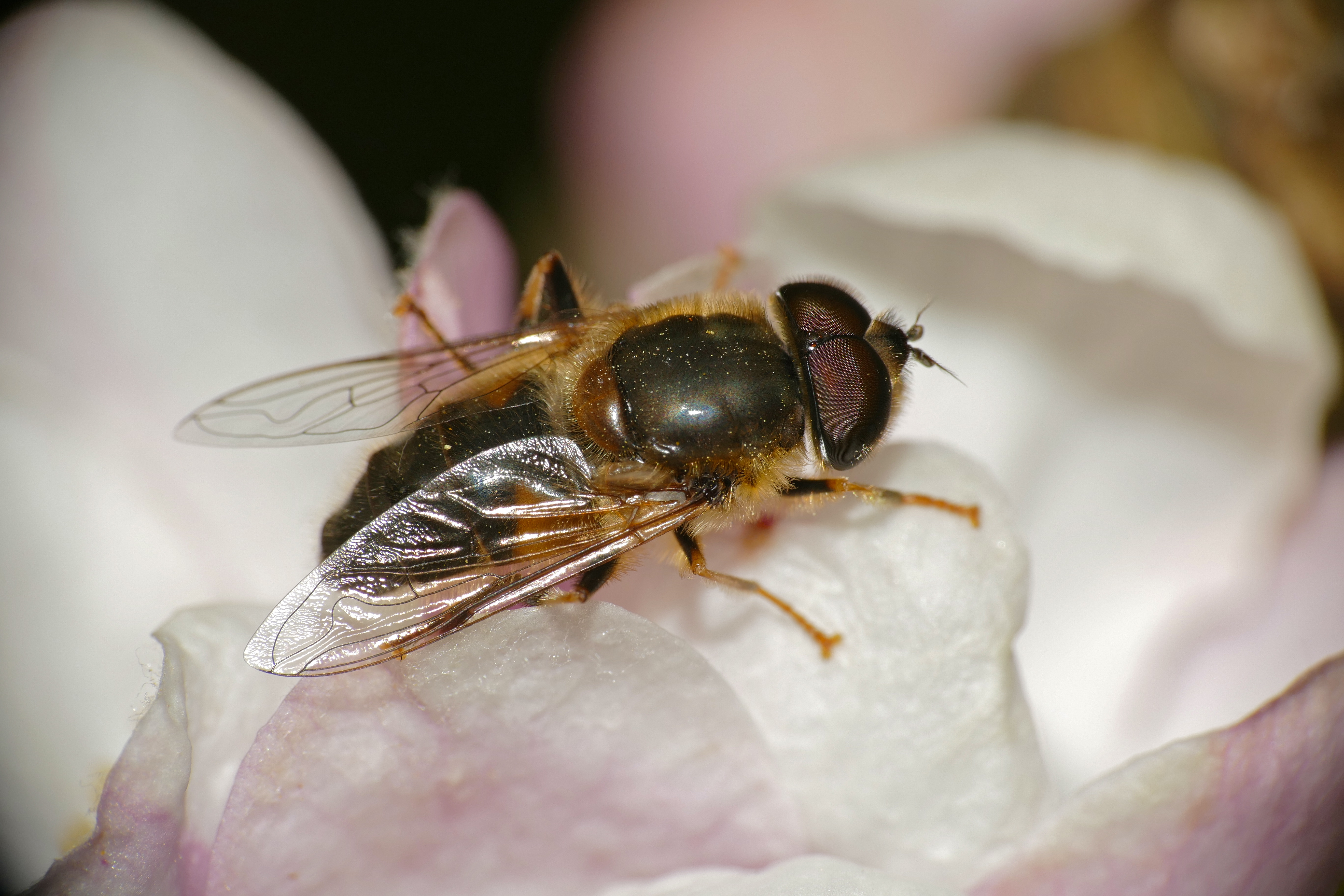